# Uppermost
Behdad Nejatbakhshe Esfahrani, plus connu sous le nom de Uppermost, né le 19 février 1989, est un producteur de musique électronique français basé à Paris.

## Carrière
Uppermost a commencé à produire de la musique en utilisant FL Studio à l'âge de 17 ans. Sa musique a été publiée par des labels tels que Sony BMG, Ministry of Sound, BugEyed Records et Starlight Records, il détient d'ailleurs son propre label : Uppwind Records. Sa piste Equivocal atteint la troisième place dans le classement des meilleures ventes d'Electro house sur Beatport en 2009, son EP Biscuit Factory, quant à lui, atteint la première place dans le classement des meilleures ventes d'Electro house sur Juno Download en 2011. Uppermost a remixé différentes pistes d'artistes tels que Daft Punk, deadmau5, Cyberpunkers, OniMe, Luthier, parmi d'autres. Il a été playlisté par des artistes tels que Tiësto, Armin van Buuren ainsi que Steve Angello et a été remixé par le fameux duo suédois Dada Life. En 2010, Uppermost sort 41 pistes en téléchargement gratuit sur sa page MySpace sous les noms d'Uppermost, Alonely et Downed. Uppermost travaille actuellement sur la promotion de son label, Uppwind Records. Son but étant de " créer un réseau où les gens peuvent partager de l'art entre eux ; une communauté artistique où tous les talents peuvent se rencontrer et apprendre les uns les autres. "
Le 19 septembre 2011, Uppermost sort son premier album Action, sur son label Uppwind Records. Il a été disponible à la vente sur Beatport et Amazon le 28 novembre. Le 19 décembre 2011, il sort son deuxième album Polis, qui lui sera disponible en téléchargement gratuit sur le blog de son label, deux mois après la sortie de son premier album. Début 2012, Uppermost commença à se produire à des événements, en commençant par son concert à Alte Kaserne dans la ville de Zurich. Il a été interviewé pour la première fois le 21 janvier 2012 sur une radio étudiante du nom de CommonWave avec Steige et Zach Mayer.

## Influences
Uppermost affirme avoir été passionné de musique électronique grâce à Daft Punk, par qui il est encore fortement influencé aujourd'hui,.

## Discographie

### Albums studios
| Année | Détails de l'album |
| ----- | --- |
| 2011  | Action - Sortie : 19 septembre 2011 (CD), 28 novembre 2011 (Téléchargement) - Label : Uppwind Records - Formats : CD, téléchargement digital |
| 2011  | Polis - Sortie : 19 décembre 2011 - Label : Uppwind Records - Format : Téléchargement digital gratuit                                        |
| 2012  | One - Sortie : 10 septembre 2012 - Label : Uppwind Records - Formats : CD, téléchargement digital                                            |
| 2012  | Control - Sortie : 17 décembre 2012 - Label : Uppwind Records - Format : Téléchargement digital gratuit                                      |
| 2013  | Revolution - Sortie : 10 juin 2013 - Label : Uppwind Records - Formats : CD, téléchargement digital                                          |
| 2014  | Evolution - Sortie : 14 avril 2014 - Label : Uppwind Records - Formats : CD, téléchargement digital                                          |
| 2017  | Origins (2011-2016) - Sortie : 10 février 2017 - Label : Uppwind Records - Format : Téléchargement digital                                   |
| 2018  | Perseverance - Sortie : 23 mars 2018 - Label : Uppwind Records - Format : Téléchargement digital                                             |
| 2018  | Given by Nature - Sortie : 7 septembre 2018 - Label : Uppwind Records - Format : Téléchargement digital                                      |
| 2021  | Painted Stories - Sortie : 12 février 2021 - Label : Uppwind Records - Format : Téléchargement digital                                       |

#### EPs
- Cake Shop EP (2009)
- Funk EP (2009)
- Punch EP (2009)
- We Rock EP (2009)
- Mainstreaminization EP (2010)
- A Fallen Soul EP (2011)
- Biscuit Factory EP (2011)
- Method of Noise EP (2011)
- System32 EP (2011)
- Underground Life EP (2011)
- Life Is A Fight EP (2012)
- New Moon EP (2015)
- Impact EP (2016)

#### Singles
En tant qu'artiste principal
- 2009 : Clipped
- 2009 : So The Answer Is / Equivocal
- 2010 : Take A Blow
- 2010 : Rox Sox
- 2011 : Born Limitless
- 2012 : Life Is A Fight
- 2013 : Hidden Poetry
- 2019 : Overcome

Collaborations
- 2008 : Uncontrollable (avec Yoann Feynman)
- 2008 : Run Wild (avec Yoann Feynman)
- 2009 : Somebody (avec Antillas)

#### Remixes
- 2008 : Missy Jay - Nobody's Perfect
- 2009 : Kevin Tandarsen - Moria
- 2009 : OniMe - Close Your Eyes
- 2009 : Nina Martine - Kick It
- 2010 : Spencer & Hill - 303
- 2010 : Squeeeze! - Doop
- 2010 : Rene Rodrigezz - More & More (feat. Sivana Reese)
- 2010 : Felguk - Side By Side
- 2010 : Swen Weber & Jewelz - Memory
- 2010 : Jesus Luz - Around the World
- 2010 : Burial - Archangel
- 2011 : Jonathan Coulton - Still Alive
- 2011 : Dada Life - Happy Violence
- 2012 : Sebastien Benett - Slap
- 2012 : Lemaitre - Appreciate
- 2013 : Futurecop! - Atlantis 1997
- 2013 : Camo & Krooked - Move Around
- 2014 : Daft Punk - Face To Face
- 2014 : Röyksopp - Poor Leno
- 2015 : Phoenix - Bourgeois
- 2015 : Modjo - Lady
- 2015 : Christine and The Queens - Saint Claude
- 2017 : Crystal Fighters - In Your Arms
- 2019 : The Midnight - Shadows
- 2020 : SHato & Paul Rockseek - Lobby Funk
- 2020 : Owsey - Watching Her From Afar
- 2020 : Midnight Kids - Break Away
- 2020 : Gareth Emery - Way To You